# 三国花火大会
三国花火大会（みくにはなびたいかい）は、毎年8月はじめに福井県坂井市の三国サンセットビーチで開かれる花火大会。別称「みくに夏まつり花火大会」。

## 概要
戦前から開催されている由緒ある花火大会で、毎年8月11日に三国海水浴場「サンセットビーチ」を舞台に開催され、最大2尺の打ち上げ花火をはじめ、仕掛け花火、スターマインなど、約7000発の花火が打ち上げられる。花火師は長野オリンピックでも打上を行なった長野にある花火店、伊那火工堀内煙火店が打上を行なっており、総勢30名の花火師が三国港突堤や水中花火船から作業を行っている。
この大会の名物は半円状の｢水中花火｣で、3台の水中花火船から火をつけた花火玉を花火師が直接海へ投げ込むことによって、水平線で半円になるようになっている。
有料観覧席は旅行代理店向けのみの販売となっていて、一般用は用意されていない。
2014年（平成26年）8月11日に予定されていた第34回大会は台風11号の接近による高波の影響で順延日の翌日を含め初の中止となったが、その後9月6日に開催された。なお、2020年（令和2年）の開催は、2020年東京オリンピックの開催で警備員の確保が難しくなったほかに、8月11日の山の日が2020年に限り8月10日に変更となり人員確保が難しくなったため中止することが決定した。21年も中止。

## 歴史
三国海水浴場での花火大会は戦前から存在しており、当時は私鉄の三国芦原電鉄（後の京福電気鉄道、現在のえちぜん鉄道）が運営している。当時の東尋坊口駅長、大久保政治は
「東尋坊口駅開設で海水浴シーズンの一ヶ月は多忙で、駅前に大テントが張られ、西側に氷水屋が並び各新聞社が行事を開催するなどにぎやかだった。花火大会やばけもの屋敷などもあった」と語っており、東尋坊口駅が開設された1932年（昭和7年）には既に開催されていたとみられる。しかし戦局の悪化に伴い、1944年（昭和19年）に三国 - 東尋坊口間が休止。各新聞社が開催していたイベントも相次いで休止となり花火大会などもなくなっていく。終戦後は、戦争により中止されていた三国祭での山車奉納が8年ぶりに行われた1947年（昭和22年）に地元での花火大会が復活。1951年（昭和26年）には7月8日の浜開きで花火大会を実施、8月には三国海水浴場で連日イベント「みくに夏まつり」を初を開催、8月16日にはこの年2回目となる花火大会を行なっている。その後は地元の商工会なども協力し1967年（昭和42年）まで続いたが、1968年（昭和43年）に会場の三国海水浴場付近に石油備蓄タンクが建設されたことにより、引火による爆発の危険性が生じて1980年（昭和55年）まで中止となる。石油備蓄タンクがなくなった1981年（昭和56年）より、民間の有志の方による実行委員会形式で大会が復活した。

### 沿革
- 1929年（昭和4年）
  - 1月31日 芦原 - 三国町（現在の三国）間が開業。
- 1930年（昭和5年）
  - 7月1日 三国神社駅開業。
- 1932年（昭和7年）
  - 5月28日 電車三国（現在の三国） - 東尋坊口間が開業。この頃には既に花火大会を開催。
- 1942年（昭和17年）
  - 8月1日 京福電気鉄道に合併。同社の三国芦原線となる。
- 1944年（昭和19年）
  - 1月11日 電車三国 - 東尋坊口間が休止。
  - 4月20日 三国神社駅休止。
  - 10月11日 前日限りで休止された国鉄三国線を電化し、三国 - 三国港間が開業。電車三国駅を国鉄三国駅に統合。
- 1950年（昭和25年）ごろ
  - この頃には既に復活している。
- 1968年（昭和43年）
  - 会場付近に石油備蓄タンクが建設され、この年より安全上の理由で休止。
- 1981年（昭和56年）
  - 8月 石油備蓄タンクがなくなり花火大会が復活、現在の形態へ。
- 2014年（平成26年）
  - 8月11,12日 台風の影響で延期日も含めて34回目にして初の中止。
  - 9月6日 再開催。有料席は取りやめとなる。

## 大会概要
- 開催日時 - 8月11日（例外有）
- 会場：三国海水浴場（愛称・三国サンセットビーチ）
- 有料観覧席（旅行代理店向け）
  - 九頭竜川ボートパーク内芝生エリア

## アクセス
大会中会場周辺は交通規制され、三国海水浴場沿いの今新交差点から米ヶ脇交差点の海岸道路は完全通行止めとなる。
自動車、バイク
- 北陸自動車道
  - 加賀インターチェンジ - 車で35分
  - 金津インターチェンジ - 車で30分
  - 丸岡インターチェンジ - 車で40分

公共交通機関
- 三国港駅（えちぜん鉄道三国芦原線）
  - なお、2022年よりえちぜん鉄道の一日フリーきっぷならびに福井鉄道・えちぜん鉄道共通1日フリーきっぷの利用も可能となった。
- 芦原温泉駅（北陸新幹線・ハピラインふくい線）より運行される京福バス東尋坊線は大会当日、東尋坊止まりとなるため利用することができない。あわら湯のまち駅でえちぜん鉄道三国芦原線に乗り換えとなる。